# Aseroë floriformis
Aseroë floriformis är en svampart som beskrevs av Baseia & Calonge 2005. Aseroë floriformis ingår i släktet Aseroë och familjen stinksvampar.   Inga underarter finns listade i Catalogue of Life.